# 김미연 (희극인)
김미연(1980년 10월 30일 ~ )은 대한민국의 가수이자 희극 배우, 배우이다.

## 데뷔
2001년 연극배우 첫 데뷔하였으며 1년 후 2002년 MBC 공채 개그우먼 정식 데뷔하였다.

## 학력
- 천안여자고등학교 (졸업)
- 서울예술전문대학 무용과 전문학사 (졸업)
- 대전대학교 무용학과 (졸업)

## 활동

### 영화
- 2014년 《환상》 - 연미 역.
- 2004년 《신부수업》 - 나이트 아가씨 역.

### 드라마 & 시트콤
- 2012년 《노란 복수초》 (tvN) - 도현숙 역
- 2010년 《산부인과》 - 왕재석이 만나는 여자 역 (SBS) (특별출연)
- 2008년 《아내의 유혹》 (SBS)
- 2007년 《고스트팡팡》 (SBS) - 구미호(구미옥) 역
- 2004년 《미라클》 (MBC)
- 2004년~2005년 《단팥빵》 (MBC) - 김미연 역 (특별출연)
- 《논스톱》
- 《베스트극장》

### 예능
- 《위문열차》 (국방TV)
- 2006sbs 이택림김미연의 라디오천하dj 세바퀴(mbc)
- 《오감만족 세상은 맛있다》 (KBS2)
- 《웰컴 투 돈월드》(채널A)
- 《황혼에서 새벽까지》 (온게임넷)
- 《웰컴 투 돈월드》 (채널A)
- 《출발드림팀 시즌 2》 (KBS2)
- 《체험 삶의 현장》 (KBS2)
- 《퀴즈 대한민국》 (KBS2)
- 《해피투게더》 (KBS2)
- 《레저의 달인》 (NOLL TV)
- 《셰프 앤 푸드 매거진》 (GTV)
- 《하땅사》 (MBC)
- 《코미디하우스》 (MBC)

## 가수 활동
음반 다이어트비디오
- 2009년 찍었어

참여 음반
- 2009년 《김석민 - Duke Kim Suk Min 1st Album (Repackage)》
  - 〈마이 러브송〉김우주 김미연피쳐링 음악중심 뮤직캠프

## 뮤지컬
- 2012년 《롤리폴리》 - 최미자 역.

## 홍보대사 활동
- 2012년 천안 국제 웰빙식품 엑스포
- 2013년 충청남도 보령 머드축제 홍보대사
- 2009년 대전충남검창청 청소년범죄예방 홍보대사

## 수상 내역
- 2004년 MBC 방송연예대상 코미디 시트콤부문 여자우수상
- 2003년 MBC 방송연예대상 신인상
- 2013년 대한민국문화예술방송 인기상 위문열차

## 가족 관계
- 배우자 (1977년 ~ ) - 3세 연상 비연예인 사업가
  - 아들 (2020년 6월 22일 ~ )